# Filt1860
 (septembre 2022).
Il peut être nécessaire de l'améliorer pour respecter le principe de neutralité de point de vue. Veuillez consulter la page de discussion pour plus de détails.

 (septembre 2022).
Si vous disposez d'ouvrages ou d'articles de référence ou si vous connaissez des sites web de qualité traitant du thème abordé ici, merci de compléter l'article en donnant les références utiles à sa vérifiabilité et en les liant à la section « Notes et références ».
 (septembre 2022).
 (septembre 2022).
La mise en forme du texte ne suit pas les recommandations de Wikipédia : il faut le « wikifier ».
Les points d'amélioration suivants sont les cas les plus fréquents. Le détail des points à revoir est peut-être précisé sur la page de discussion.
- Les titres sont pré-formatés par le logiciel. Ils ne sont ni en capitales, ni en gras.
- Le texte ne doit pas être écrit en capitales (les noms de famille non plus), ni en gras, ni en italique, ni en « petit »…
- Le gras n'est utilisé que pour surligner le titre de l'article dans l'introduction, une seule fois.
- L'italique est rarement utilisé : mots en langue étrangère, titres d'œuvres, noms de bateaux, etc.
- Les citations ne sont pas en italique mais en corps de texte normal. Elles sont entourées par des guillemets français : « et ».
- Les listes à puces sont à éviter, des paragraphes rédigés étant largement préférés. Les tableaux sont à réserver à la présentation de données structurées (résultats, etc.).
- Les appels de note de bas de page (petits chiffres en exposant, introduits par l'outil «  Source ») sont à placer entre la fin de phrase et le point final[comme ça].
- Les liens internes (vers d'autres articles de Wikipédia) sont à choisir avec parcimonie. Créez des liens vers des articles approfondissant le sujet. Les termes génériques sans rapport avec le sujet sont à éviter, ainsi que les répétitions de liens vers un même terme.
- Les liens externes sont à placer uniquement dans une section « Liens externes », à la fin de l'article. Ces liens sont à choisir avec parcimonie suivant les règles définies. Si un lien sert de source à l'article, son insertion dans le texte est à faire par les notes de bas de page.
- La présentation des références doit suivre les conventions bibliographiques. Il est recommandé d'utiliser les modèles {{Ouvrage}}, {{Chapitre}}, {{Article}}, {{Lien web}} et/ou {{Bibliographie}}. Le mode d'édition visuel peut mettre en forme automatiquement les références.
- Insérer une infobox (cadre d'informations à droite) n'est pas obligatoire pour parachever la mise en page.

Pour une aide détaillée, merci de consulter Aide:Wikification.
Si vous pensez que ces points ont été résolus, vous pouvez retirer ce bandeau et améliorer la mise en forme d'un autre article.
 (septembre 2022).

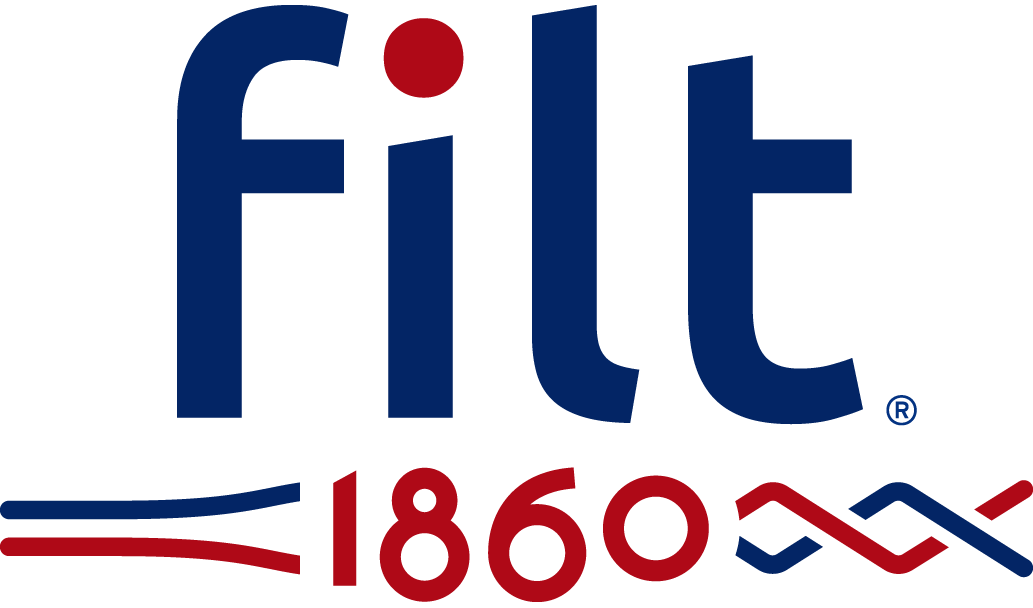
Logo de la manufacture Filt1860

Filt1860 est une manufacture française depuis 1860 en Normandie, située dans la commune de Mondeville dans le département du Calvados, elle est spécialisée dans la fabrication de filets et de cordons notamment les filets à provisions.

## Histoire

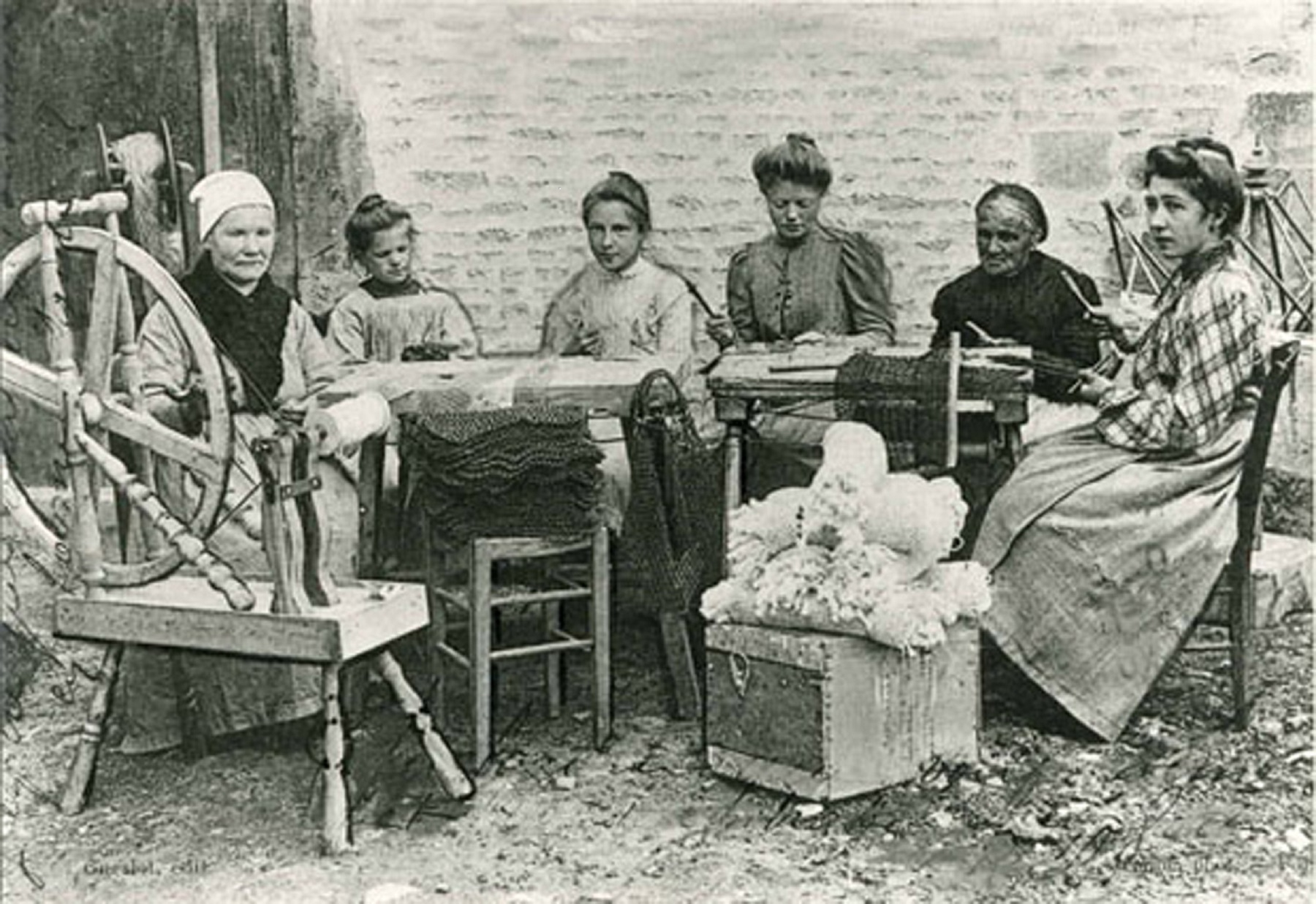
Fabrication de filets à Saint Sylvain en 1880

Fondés en 1860 à Saint Sylvain, les Établissements L'Honneur sont dirigés par la famille L'Honneur à partir de 1903. 
Mais en 1914, la guerre survient, les hommes partent au front et les femmes s'occupent de la fabrique.
En 1919, l'entreprise a été transféré à Caen, promenade du fort (ancien pavillon des arts), afin de se rapprocher des rails de chemin de fer pour faciliter l'envoi et la réception de marchandises. A cette époque, les Établissements l'Honneur sont spécialisés principalement dans les filets de carniers et les caparaçons.  
Le 6 juin 1944 à 15h30, tous les efforts de la famille L'Honneur ont été détruits. La ville de Caen se fait bombarder, dont la fabrique de filet.
De 1945 à 1948, c'est la période de reconstruction de l'usine, des machines, des archives (comptabilité, les fiches clients, les fiches produits). A cette période l'entreprise produisait des filets à billes, filets garde jupe, filets à noix, filets à balance. 
En 1991, Changement de dénomination en Filt.
En 2000, Jean-Philippe Cousin devient directeur associé. Avant de devenir président de l'entreprise en 2016, Catherine Cousin devient quant à elle directrice générale.
En 2019, Filt obtient le label EPV.
2019-2020, déménagement à Mondeville (Calvados).

## La fabrication
L'entreprise Filt1860 fabrique des filets à provisions, remis au goût du jour en 2006 à l'arrivée de Catherine COUSIN, ils sont redistribués à travers le monde,  La samaritaine Paris, Maison Empereur à Marseille, Harrods à Londres. Son succès est tel qu'Inès de la Fressange sélectionne le filet à provisions pour La lettre d’Inès le coffret
La manufacture fabrique également des filets pour la mytiliculture, des hamacs, des filets de rangement, des écharpes de portage mais aussi des mèches à bougies. Tous sont fabriqués en France dans leur manufacture à Mondeville.

## Entreprise du patrimoine Vivant
En 2017, Filt1860 reçoit le label Entreprise du Patrimoine Vivant, un label délivré sous l'autorité du Ministère de l'Economie et des Finances afin de distinguer les entreprises Françaises aux savoir-faire d'excellence.
Filt1860 et Longchamp associent leur savoir-faire en février 2020 autour d'une nouvelle version du filet à provisions, le filet Filt1860 est associé aux célèbres poignées et rabats en cuir de Longchamp. Toutes deux Entreprise du Patrimoine Vivant ; Le Pliage Filet, fruit de la collaboration entre ses deux entreprises a fait une apparition dans la saison 2 de la série Emily in Paris.